# Trombe-Wand

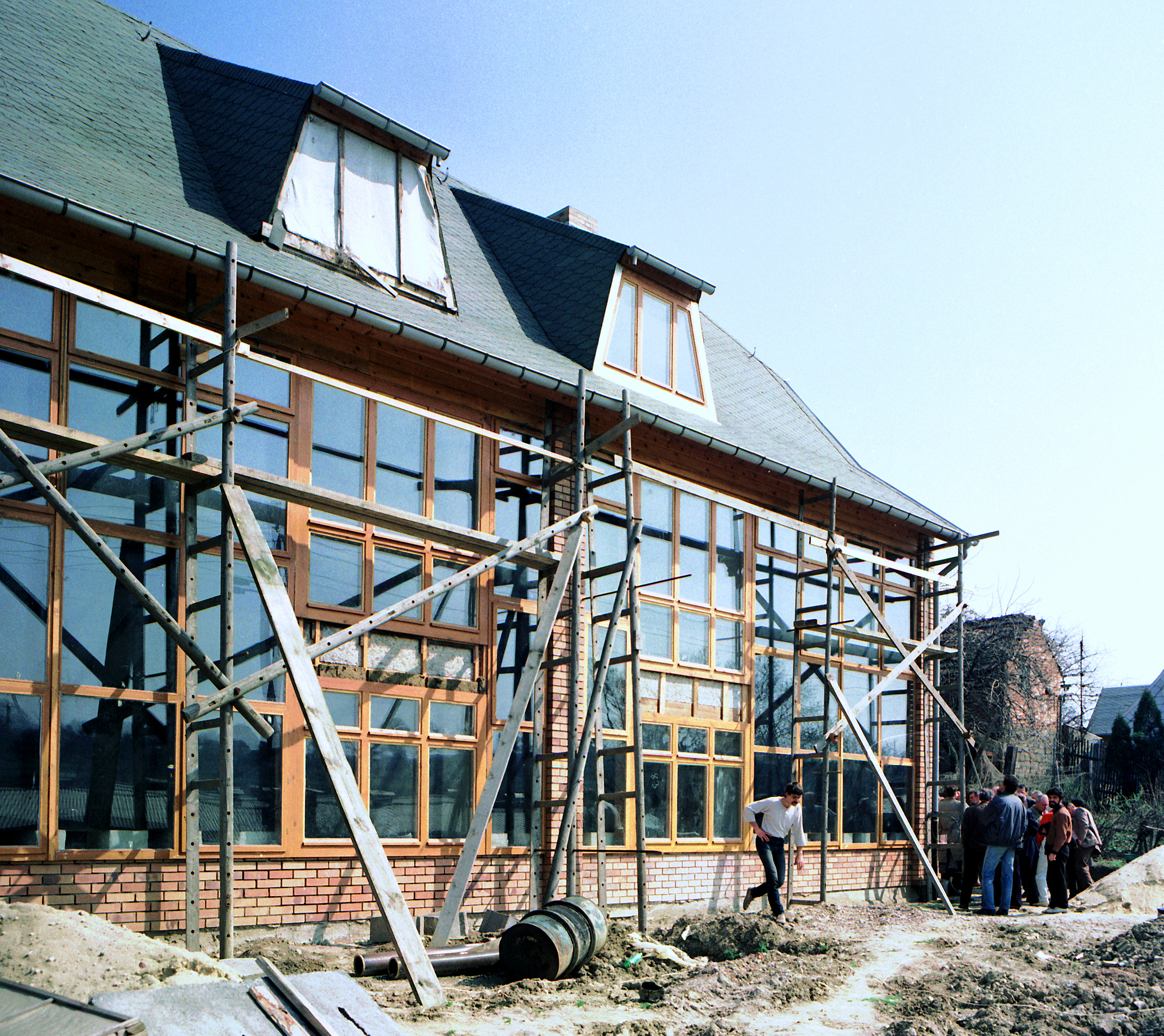
Doppelhaus mit Trombe-Wand im Bau, 1988 in Thüringen

Die Trombe-Wand ist eine in der Solararchitektur verwendete Kombination aus einer Kollektor- und Speicherwand zur passiven Nutzung der Sonnenenergie. Die Trombe-Wand wurde von dem französischen Ingenieur Félix Trombe zusammen mit Architekten Jacques Michel 1956 in Font-Romeu-Odeillo-Via entwickelt.

## Funktionsprinzip und Aufbau

Prinzipskizze einer Trombe-Wand

Die Trombe-Wand ist ein passives System zur Nutzung der tagsüber eingestrahlten Sonnenenergie (siehe Prinzipskizze). Dabei befindet sich an der Südfassade des Gebäudes eine geschwärzte massive Speicherwand (6) – die Trombe-Wand – hinter einer Einfachverglasung (4). Der Abstand (5) zwischen Verglasung und Wand beträgt etwa 10 bis 15 cm. Am Tag heizt sich die Wand durch die absorbierte Sonnenstrahlung und den durch die Glasscheibe bedingten Treibhauseffekt auf. Durch Lüftungsklappen (7)+(8) kann die so erwärmte Luft bei Bedarf in die innenliegenden Räume geleitet werden. Nachts gibt die Wand einen Teil der gespeicherten Wärme zeitversetzt („Phasenverschiebung“) wieder ab. Die Trombe-Wand wird meist in Beton, mit Wandstärken von 46 bis 75 cm ausgeführt.
Um einer sommerlichen Überhitzung vorzubeugen, kann ein Sonnenschutz (3) vorgesehen werden, der die mittags im Sommer steil einfallenden Sonnenstrahlen (1) abschirmt. Auch ohne Sonnenschutz wird ein Anteil der steil einfallenden Strahlen vom Glas reflektiert (2), während der größte Teil der flach stehenden Wintersonne durchgelassen wird.
Der schlechte Wärmeschutz der einfach verglasten Trombewand kann durch die Verwendung von Isolierverglasung verbessert werden. Unter den in Nord- und Mitteleuropa üblichen klimatischen Bedingungen ist der solare Gewinn gegenüber den Wärmeverlusten durch die ungedämmte Wand sonst erheblich reduziert.

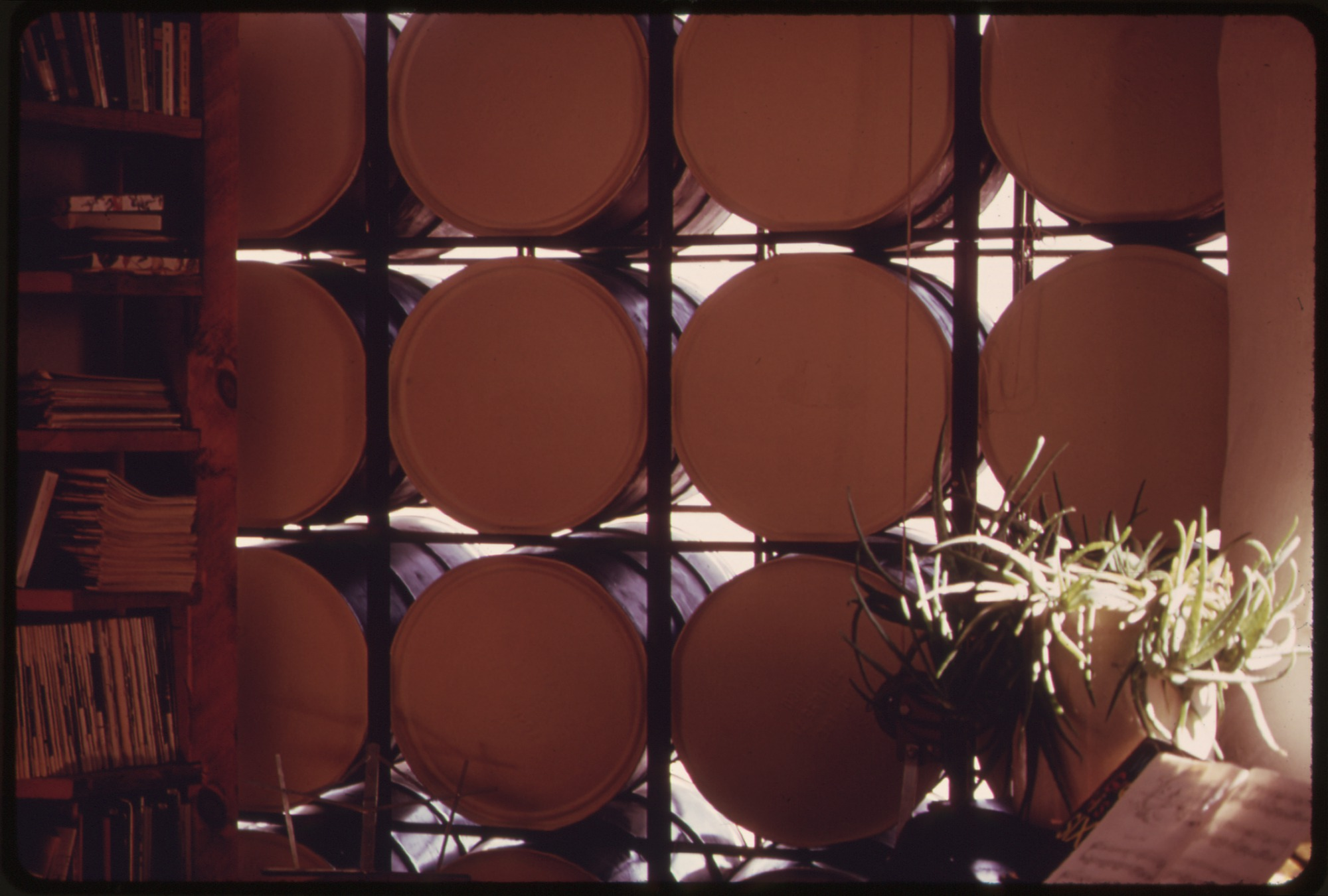
Eine wärmespeichernde Wand aus wassergefüllten Ölfässern in Corrales (New Mexico), USA.

In die Trombe-Wand können Wasserbehälter integriert werden. Wasser als Speichermedium hat eine deutlich höhere Wärmespeicherfähigkeit als Beton.

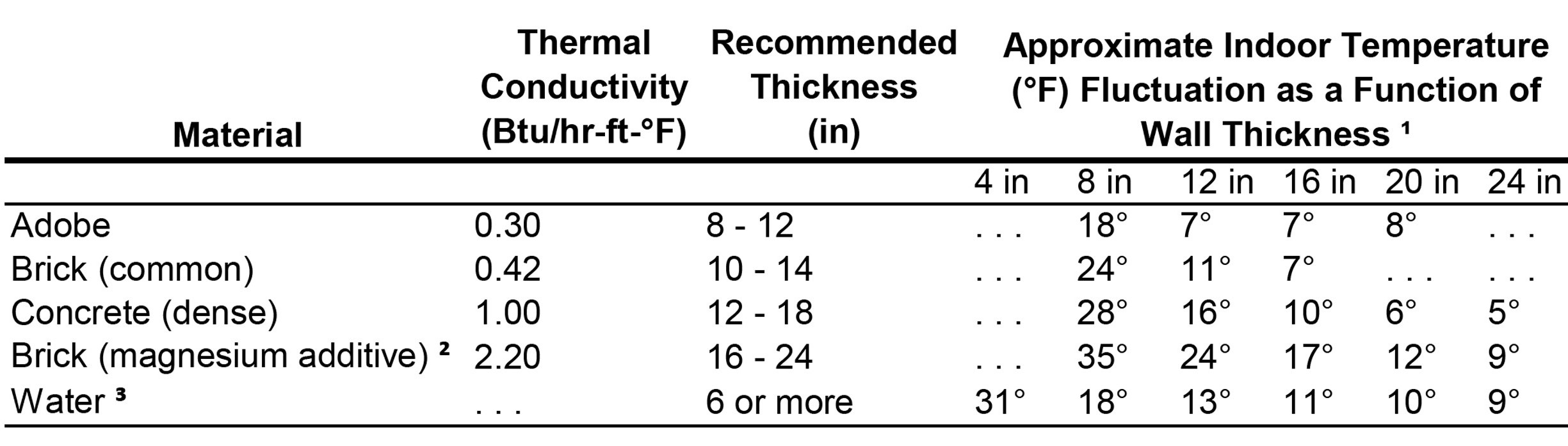
Die Tabelle zeigt, dass sich mit einer 30 cm dicken Stampflehmwand der gleiche ausgleichende Effekt auf die Raumtemperatur erreichen lässt, wie mit einer 40 cm starken Ziegelwand, einer 47 cm starken Betonwand oder einer 65 cm starken Wand aus porosierten Leichtziegeln.
Eine wassergefüllte Wand mit 20 cm Dicke wirkt ebenso ausgleichend wie eine 20 cm starke Lehmwand. Da das Wasser zirkuliert, hat eine weitere Vergrößerung der Wandstärke beim Wasserbehälter jedoch einen deutlich geringeren Effekt auf den Wärmedurchgang als eine entsprechende Erhöhung der Wandstärke der Lehmwand. Mazria, E.

## Siehe auch

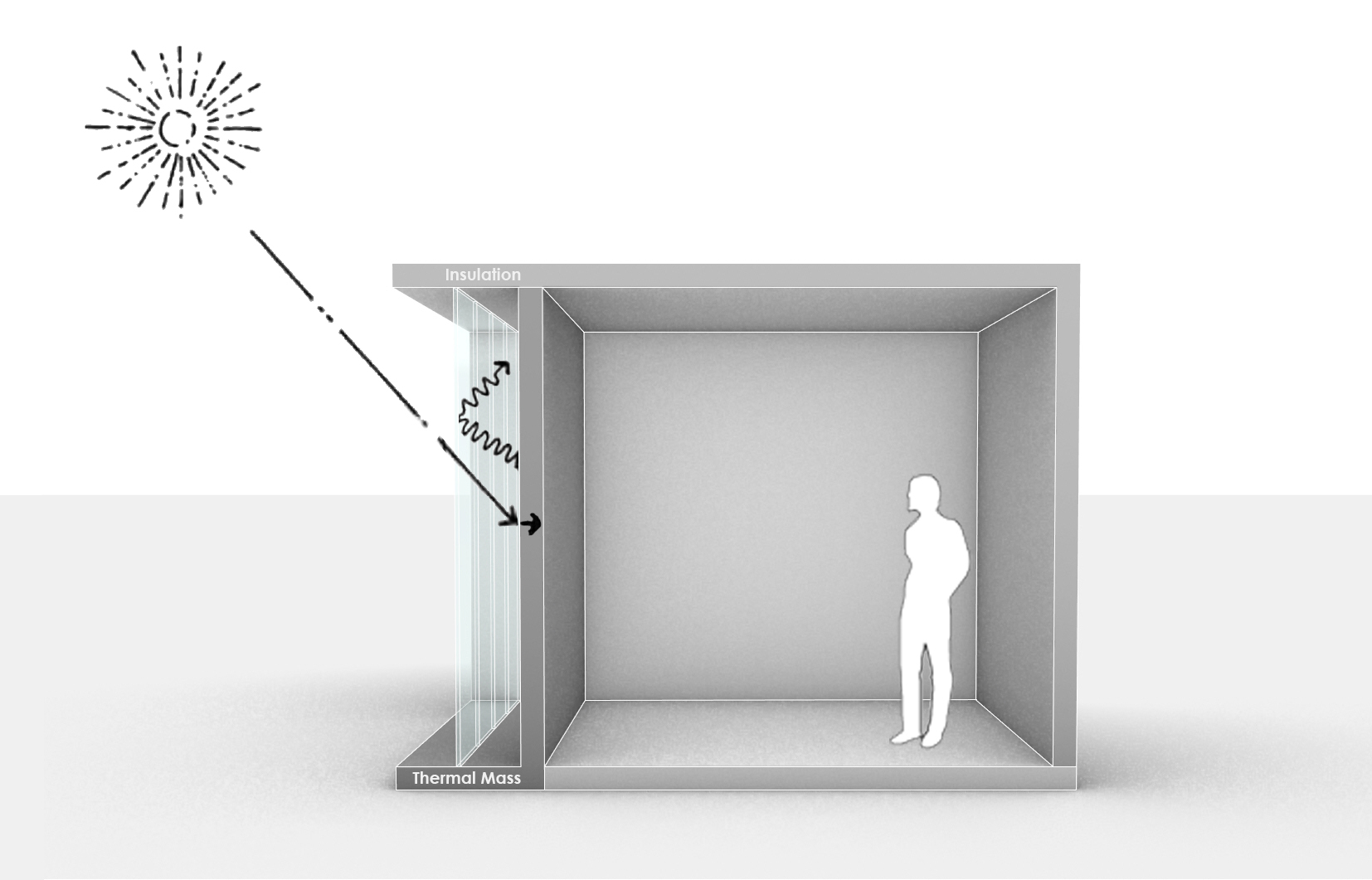
Tagsüber heizt sich die Trombewand durch einfallende Sonnenstrahlung auf. Die von beiden Seiten der Wand darauf abgegebene Wärmestrahlung (Infrarotstrahlung) wird vom Glas zurück zur Wand reflektiert.
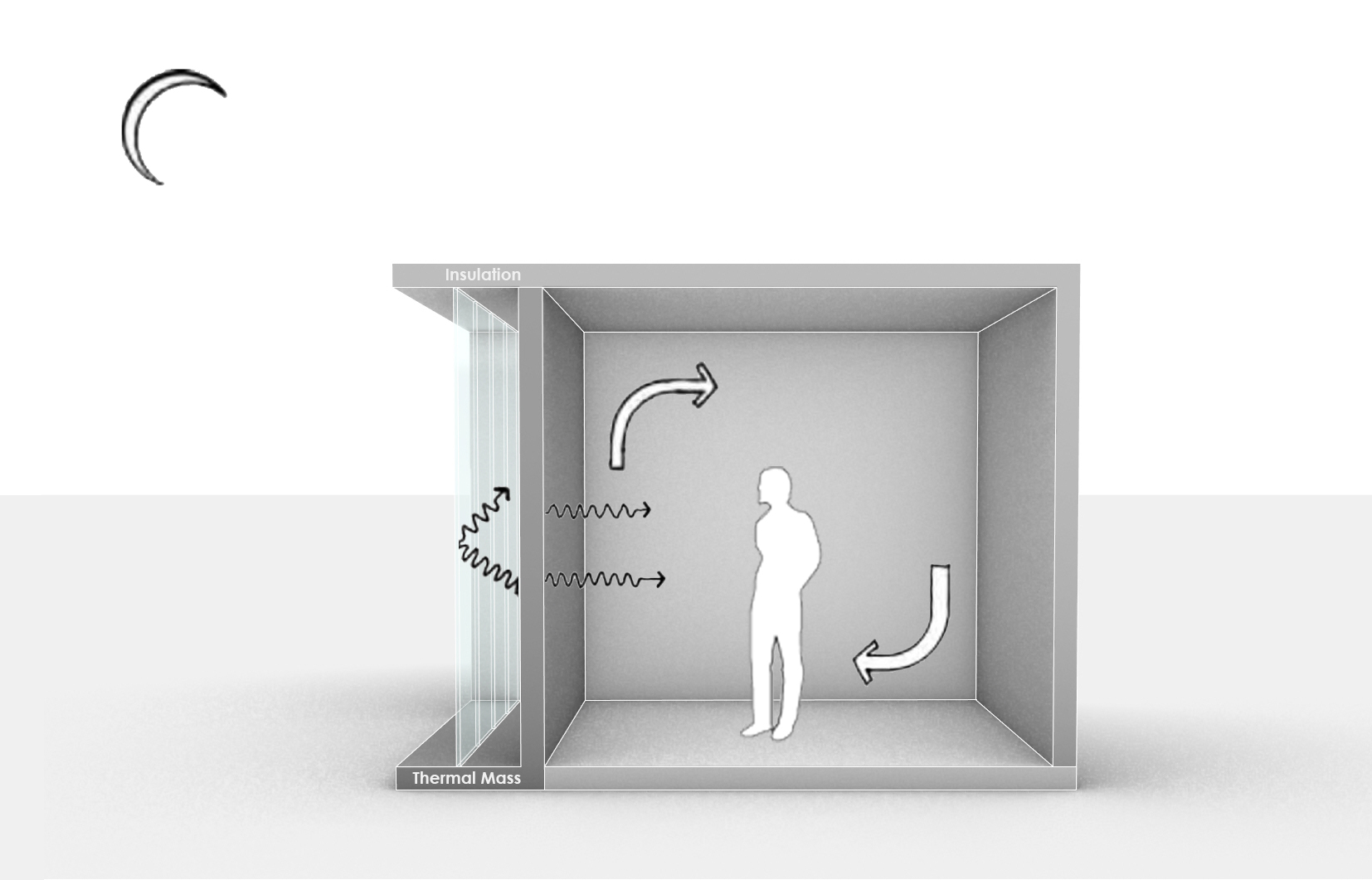
Mit einer von der Masse der Wand und der Wärmekapazität des Materials abhängenden Zeitverzögerung (Phasenverschiebung) wird die Wärme an die Innenräume abgegeben.
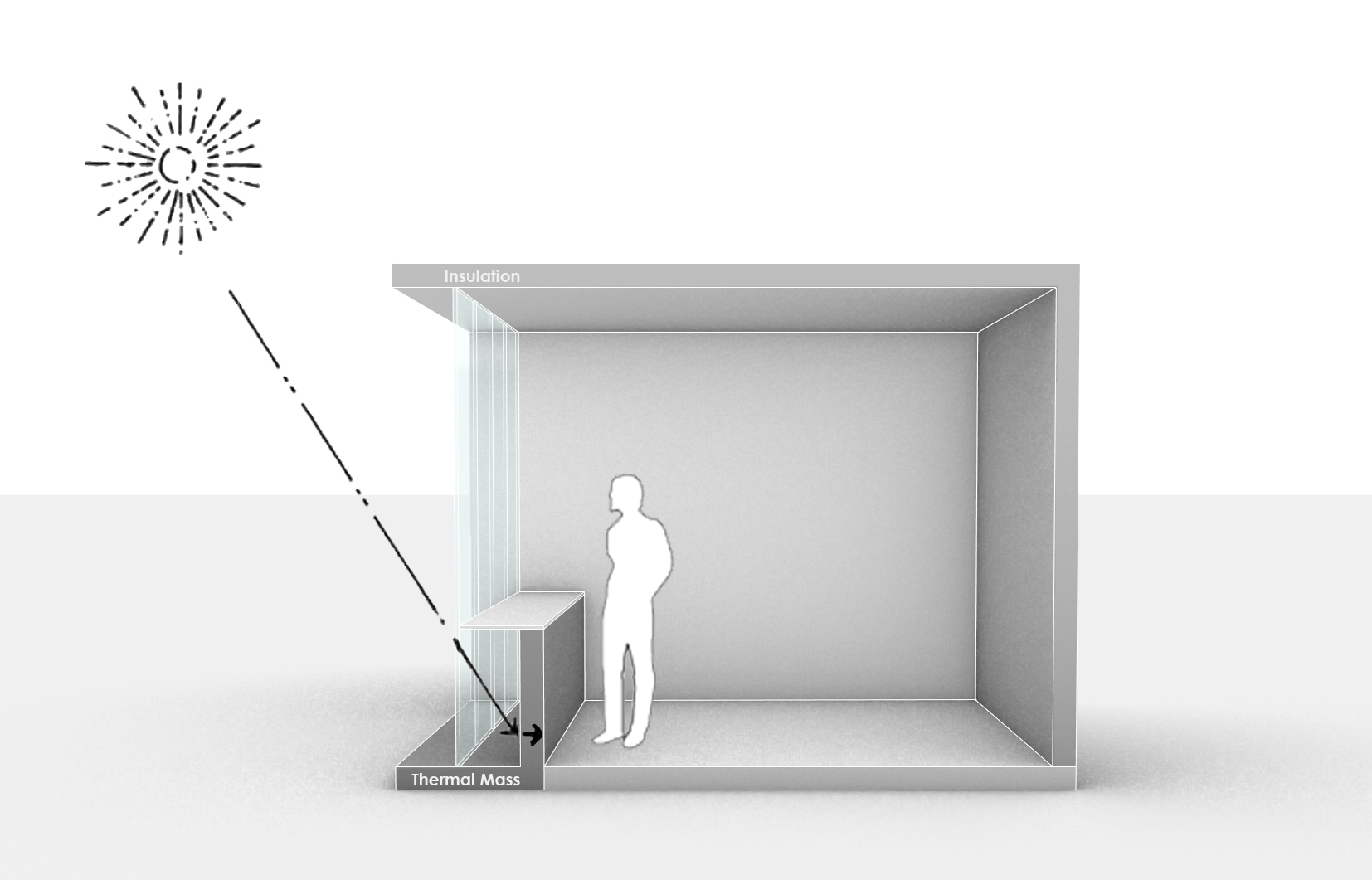
Durch eine halbhohe Wand lässt sich der direkte Einfall der Sonnenstrahlen ins Gebäude mit der Aufheizung der Speichermasse kombinieren.